# Eric-Julien Rakotondrabe
Eric-Julien Rakotondrabe (sinh ngày 1 tháng 12 năm 1980) là một cầu thủ bóng đá người Madagascar hiện tại thi đấu cho Fanilo Japan Actuels.